# Gerhard Armauer Hansen
Pour les articles homonymes, voir Hansen.
Gerhard Henrik Armauer Hansen, né le 29 juillet 1841 à Bergen et mort le 12 février 1912 à Florø (Norvège), est un médecin bactériologiste et dermatologue norvégien. Il est resté célèbre pour sa découverte en 1873 du « bacille de Hansen » (Mycobacterium leprae), la bactérie responsable de la lèpre. Cette découverte revêt une importance historique, car il s'agit de la première démonstration d'une relation de causalité entre une bactérie et une maladie connue.
Hansen a laissé son nom à la fois à la maladie (une éponymie commode permettant d'éviter de prononcer devant les malades le nom redouté d'une maladie stigmatisante et incurable à cette époque) et à la bactérie responsable.

## Biographie
Il étudie la médecine à l'Université Royale Frederik (devenue l'Université d'Oslo) où il obtient son diplôme en 1866. Il est brièvement interne à l'Hôpital National de Christiania (Rikshospitalet), puis médecin aux Îles Lofoten. En 1868 il revient à Bergen pour étudier la lèpre avec Daniel Cornelius Danielssen, un dermatologue spécialiste reconnu de cette maladie, et dont il épousera plus tard la fille Stéphanie.
La lèpre est alors considérée comme une affection héréditaire ou causée par des « miasmes ». Sur la base de données épidémiologiques, Hansen soupçonne que la lèpre est une maladie causée par un agent spécifique. En 1870 et 1871 Hansen se rend à Bonn et à Vienne pour acquérir la formation nécessaire à la démonstration de son hypothèse. C'est en 1873, qu'il fait connaître sa découverte de la présence de Mycobacterium leprae dans les tissus de tous les patients atteints de lèpre. Toutefois il ne parvient pas à prouver le caractère infectieux des corps étrangers observés au microscope et obtient peu de soutien dans ce sens.
En 1879 il confie des échantillons de tissus prélevés chez des patients lépreux à Albert Neisser qui l'année suivante parvient à colorer la bactérie et prétend avoir lui-même découvert l'agent causal de la lèpre. Il s'ensuit une querelle entre les deux hommes dans laquelle Neisser tente de minimiser le rôle joué par Hansen. Il est vrai que ce dernier n'a jamais réussi à cultiver le germe sur milieu artificiel ni à prouver que les organismes en forme de bâtonnets qu'il a identifiés sont réellement infectieux. C'est pour cette raison qu'il a l'idée malencontreuse de faire une tentative d'inoculation à une patiente sans obtenir son consentement. Cette expérience sera sans conséquences pour la patiente, mais l'affaire va devant les tribunaux et coûte à Hansen son poste de médecin à l'hôpital.
Il demeure toutefois médecin léprologue officiel pour la Norvège et grâce à ses efforts, les lois sur la lèpre de 1877 et 1885 sont promulgués. Elles permettent le déclin régulier de la maladie dans le pays : la prévalence passe en effet de 1800 cas en 1875 à 575 en 1901. Son œuvre a été saluée au Congrès International sur la Lèpre de Bergen, en 1909.  
Hansen, atteint de syphilis depuis les années 1860, meurt d'une crise cardiaque.

## Son legs à la postérité
À Bergen le musée de la médecine portant le nom de Hansen est souvent considéré comme le musée de la lèpre (Lepramuseet). L'Université de Bergen lui a aussi dédié une unité de recherche, le bâtiment Armauer Hansen à l'Hôpital Universitaire Haukeland de Bergen. Les « Archives de la Lèpre » de Bergen ont été placées par l'UNESCO sur la Liste Mémoire du monde.
Hansen, le découvreur du bacille n'a cependant jamais réussi lors de ses études microscopiques à cultiver la bactérie sur des tissus de patients atteints de lèpre ou des milieux de culture, ni aucun autre biologiste plus d'un siècle après lui. Ceci laisse penser que cette mycobactérie a des besoins très spécifiques. En 2016, bien que des scientifiques consacrent encore leur vie à l'étude de  cette maladie, « de nombreuses questions subsistent quant à son mode de transmission et à son épidémiologie ».